# Colin Campbell (affärsman)
Colin Campbell, född 1 november 1686 i Edinburgh, död 9 maj 1757 i Göteborg, var en svensk-skotsk affärsman samt kommendör av Nordstjärneorden.

## Bakgrund
Campbell var son till en advokat. Om hans tidiga levnadshistoria vet man emellertid inte mycket. Han vistades ett flertal år i Ostindien och reste genom hela landet som köpman. Han hade satsat pengar i det ostindiska kompani, som bildats i Ostende 1720 av Karl VI av Österrike. När det upplöstes 1731 sökte han förverkliga sina planer på annat håll. Tillsammans med Niclas Sahlgren utarbetade han därför en plan för ett ostindiskt handelskompani. Campbell företrädde vid kompaniets bildande de utländska aktietecknarna. Utlänningarnas officielle representant blev emellertid Henrik König i Stockholm.
Campbell naturaliserades som svensk adelsman; han var då bosatt i Stockholm och inträdde i Königs firma, som kom att ha namnet ”König, Tham, Campbell & Co”. Campbell var som en av kompaniets direktörer drivande i utrustningen av fartyget Fridericus Rex Sveciæ. Han följde själv med på den första resan som superkargör och kungens ministre plénipotentaire hos kejsaren av Kina. Fartyget kapades emellertid av holländarna. På hemresan från Batavia dog många matroser. Icke desto mindre var expeditionens ekonomiska resultat ytterst bra. Därför utnämndes han till kommerseråd.
Campbell var ledande även under den nya oktrojen från 1746. År 1732 hade han lämnat Stockholm och bosatt sig i Göteborg där han ägde landeriet Sävenäs. I staden intog han en aktad ställning och blev känd som donator, bland annat till stadens barnhus.